# Anton Stepanowitsch Apraxin
Anton Stepanowitsch Apraxin (russisch Антон Степанович Апраксин; * 3. Oktoberjul. / 15. Oktober 1817greg.; † 2. Januarjul. / 14. Januar 1899greg.) war ein russischer Generalmajor, Mäzen und Luftschiffer.

## Leben
Apraxin war der jüngste Sohn des Generals der Kavallerie und Kommandeurs der Chevaliergarde Graf Stepan Fjodorowitsch Apraxin und der Herzogin Elena Serracapriola, die die Tochter des neapolitanischen Diplomaten Duca di Serracapriola Antonino Maresca und der Fürstin Anna Alexandrowna Wjasemskaja war. Untypisch für den russischen Adel erhielt Apraxin seinen Vornamen zu Ehren der mütterlichen Seite.
Apraxin erhielt eine häusliche Erziehung und wurde im Dezember 1834 in die Schule der Chevaliergarde aufgenommen. Im Februar 1837 erfolgte die Beförderung zum Kornett und 1840 zum Porutschik. Wegen eines Fehlers bei der Entgegennahme der Standarte im Februar 1841 wurde er ohne Degradierung in das Wladimir-Ulanen-Regiment versetzt mit Rückkehr in die Chevaliergarde im April desselben Jahres. Er wurde 1843 Stabsrittmeister  und im Juli 1852 Oberst.
Apraxin wurde 1855 Kommandeur der 1. Division, im August 1856 Flügeladjutant und im März 1860 Kommandeur des Alexander-Husaren-Regiments. Im April desselben Jahres erfolgte die Ernennung zum Generalmajor und die Aufnahme in das kaiserliche Gefolge mit Abgabe des Kommandos des Alexander-Husaren-Regiments. Als im April 1861 als Reaktion auf die Bauernreform Alexanders II. mit Aufhebung der Leibeigenschaft im Gouvernement Kasan ein Bauernaufstand unter der Führung Anton Petrows mit Zentrum im Dorf Besdna ausbrach, weil man den Bauern ein Drittel ihres Landes weggenommen hatte, leitete Apraxin die blutige Unterdrückung des Aufstands zur Zufriedenheit Alexanders II.
Nach dem Tod des Vaters 1862 erbte Apraxin mit seinen jüngeren Schwestern ein großes Vermögen, da sein älterer Bruder Fjodor Stepanowitsch bereits 1858 gestorben war. Dazu gehörte der Apraxin-Hof mit 14 Hektar Land im Zentrum St. Petersburgs an der Fontanka, den Fjodor Matwejewitsch Apraxin erworben hatte. In der Mitte des 19. Jahrhunderts konzentrierte sich fast der gesamte Antiquariatsbuchhandel St. Petersburgs auf den Apraxin-Hof und den benachbarten Schtschukin-Hof. Durch den St. Petersburger Brand im Mai 1862 wurden die beiden Höfe größtenteils zerstört, was für Apraxin ein Schaden von einigen 10 Millionen Rubel war. Der Wiederaufbau der Läden auf den beiden Höfen mit den Architekten Geronimo Corsini und Alexander Krakau gelang nach einem gemeinsamen Plan entsprechend dem Ukas Nikolaus I. von 1833, wofür Apraxin den Bau einer Kirche gelobt hatte. Im April 1867 wurde Apraxin zum Stallmeister (3. Rangklasse) ernannt. Apraxin begeisterte sich fürs Theater. 1876–1878 baute Ludwig Fontana im Auftrag Apraxins das Maly Teatr an der Fontanka. Die gelobte Auferstehungskirche im russischen Stil wurde von Fontana 1883–1884 mit einer Reihe von Gebäuden auf dem Apraxin-Hof gebaut und 1894 geweiht (nicht erhalten). Neben der Kirche ließ Apraxin ein Gebäude für arme Witwen bauen, in dem auch eine Handwerksschule eingerichtet wurde. Er lebte im Alter in Mursinka am Rande St. Petersburgs in dem von seinem Urgroßvater Alexander Alexejewitsch Wjasemski gebauten Herrenhaus. Er kleidete sich bescheiden, ging immer zu Fuß und gab heimlich Geld an alle Bittsteller.
Apraxin war bekannt als einer der ersten russischen Luftschiffer. 1884 erschien sein Buch über die Freiballons und Fesselballons und das Ballonfahren in gewünschte Richtungen. Im Juni 1891 stieg Apraxins Ballon während des Füllens unbeabsichtigt mit vier Arbeitern ohne Ballonführer auf. Die Arbeiter hatten sich im Ballonnetz verfangen und verunglückten tödlich beim Platzen und Absturz des Ballons. Zwei Ballons blieben bei seinem Tod unvollendet.
Apraxin war verheiratet mit Marija Dmitrijewna Rachmanowa (1845–1932), Enkelin des Senators Grigori Nikolajewitsch Rachmanow und des Generalmajors Iwan Iwanowitsch Miller sowie Tante des Schriftstellers Wladimir Sergejewitsch Trubezkoi. Mit ihr hatte Apraxin eine Tochter und einen Sohn. Die Witw Apraxina ließ 1900–1902 das Maly Teatr von A. K. Hammerstedt zum Bolschoi Dramatitscheski Teatr umbauen (jetzt Georgi Alexandrowitsch Towstonogows Theater). Sie lebte hochherrschaftlich in St. Petersburg und betätigte sich als Wohltäterin. Sie fürchtete, zu erblinden, und stiftete 1909 ein Grundstück in Mursinka und 83.000 Rubel für ein Heim für 50 blinde Frauen. Nach der Oktoberrevolution emigrierte sie und heiratete 1920 den emigrierten Hofmeister und Geheimen Rat (3. Rangklasse) Alexei Gustavowitsch von Knorring (1848–1922). Sie wurde auf dem Russischen Friedhof von Sainte-Geneviève-des-Bois begraben.

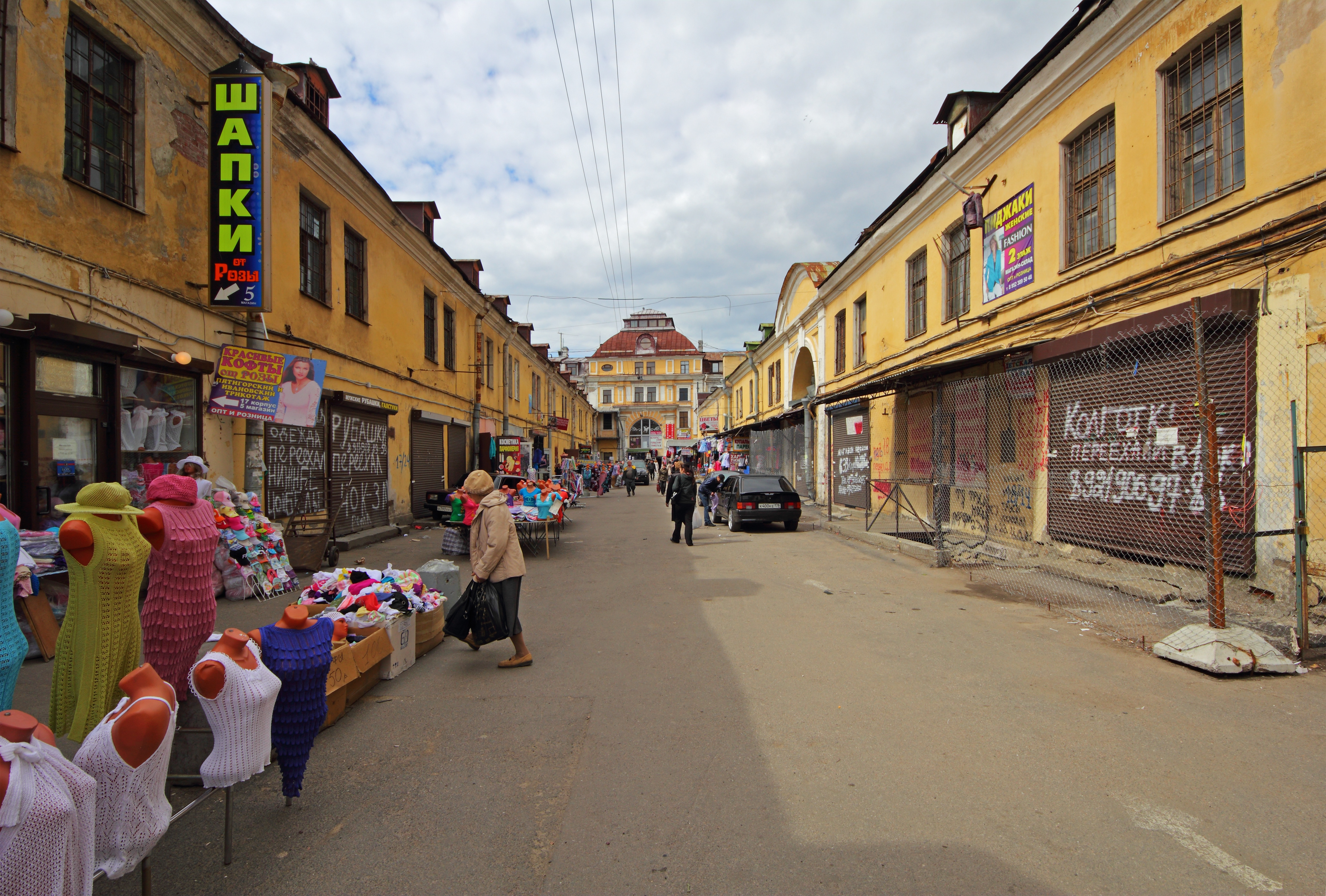
Apraxin-Hof (2012), St. Petersburg
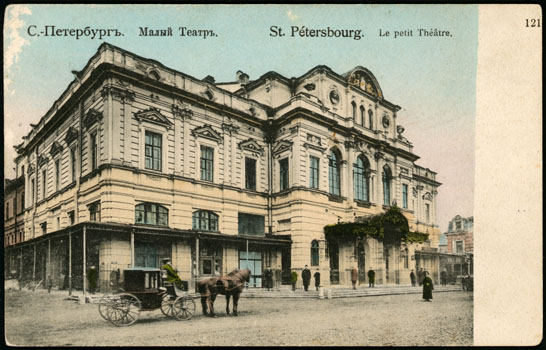
Maly Teatr, St. Petersburg
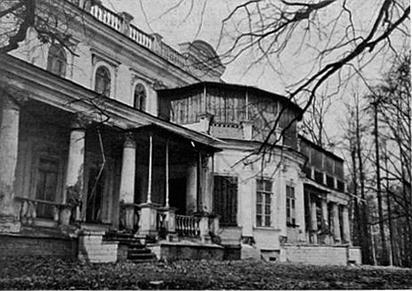
Herrenhaus Mursinka (etwa 1920)
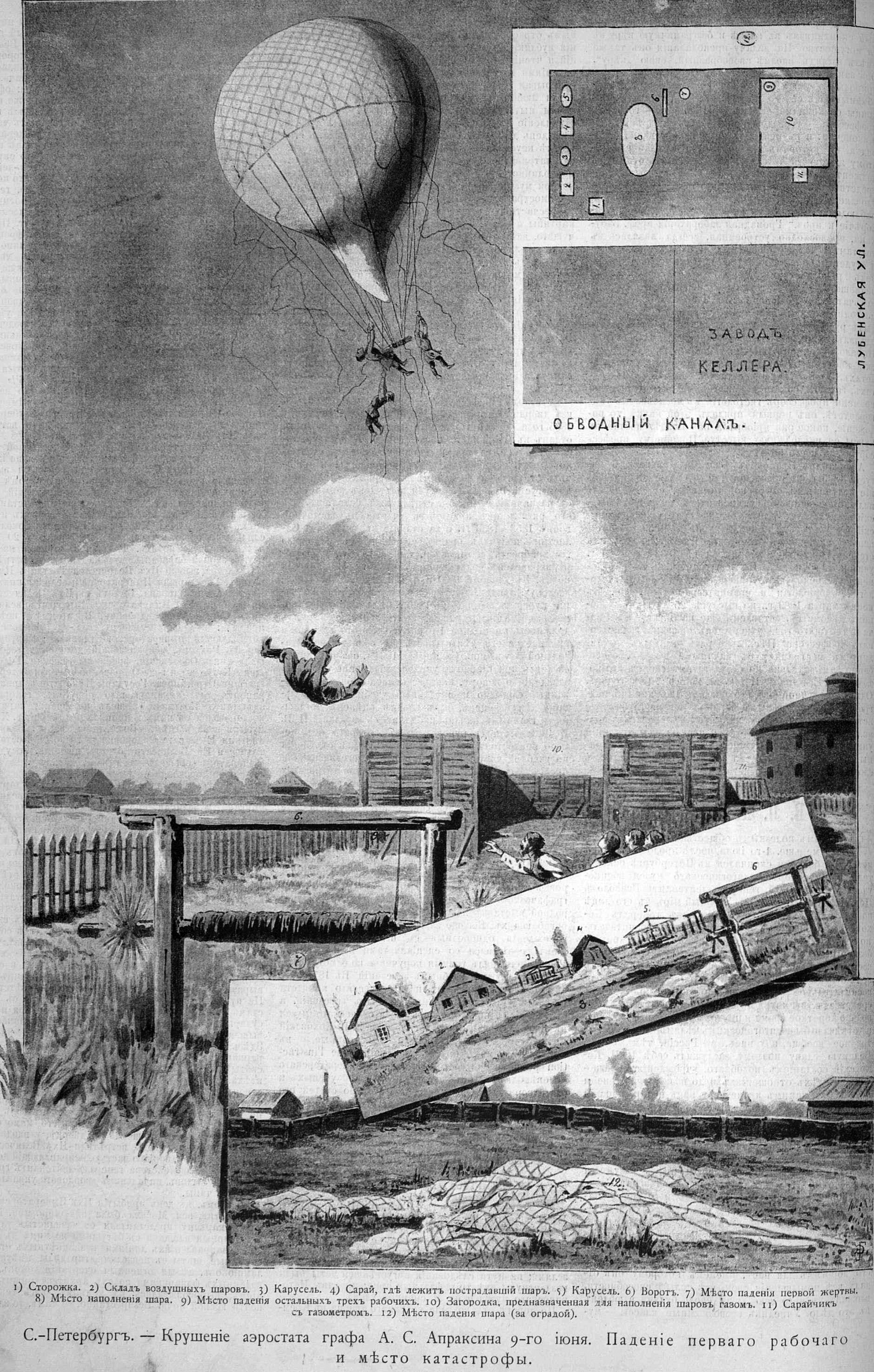
Apraxins Ballonkatastrophe 1891
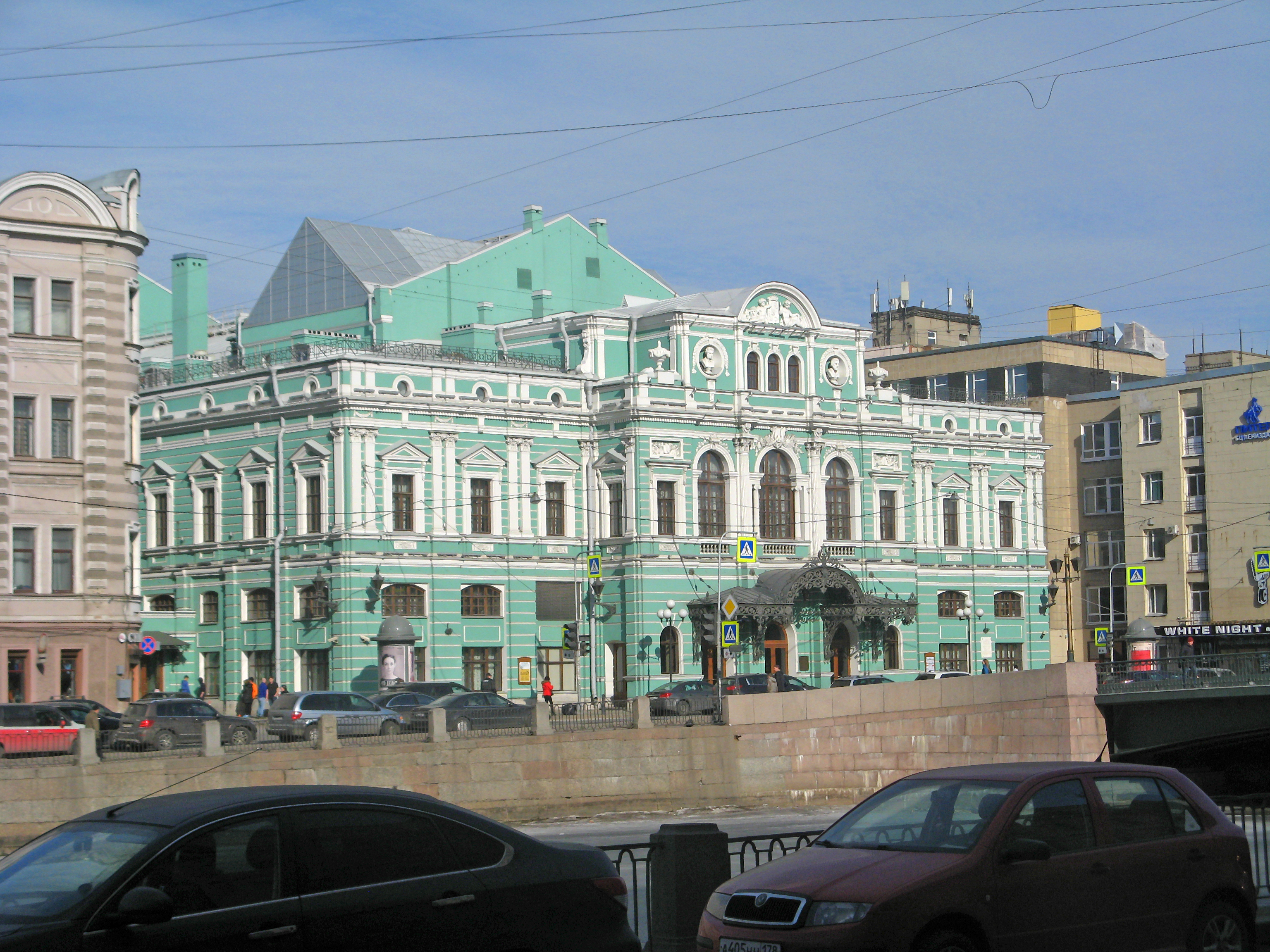
Bolschoi Dramatitscheski Teatr, St. Petersburg